# Lucio Minucio Basilo
Lucio Minucio Basilo (... – 43 a.C.) è stato un militare e politico romano della tarda età repubblicana.
Dapprima vicino a Giulio Cesare durante la campagna di Gallia e la guerra civile del 49 a.C., parteciperà poi alla cospirazione che porterà al suo assassinio.

## Campagna di Gallia e guerre civili
È menzionato nella guerra contro Ambiorige nel 54 a.C., e nuovamente nel 52 a.C., a conclusione della campagna di Gallia, quando si fermerà a svernare presso i Remi, al comando di due legioni.
Continuò la sua permanenza in Gallia fino allo scoppio della guerra civile tra Cesare e Pompeo nel 49 a.C., in cui guidò parte della flotta di Cesare.

## La congiura contro Cesare
Nelle note all'opera Select Letters di Cicerone, Basilo è così descritto:
« L. Minucius Basilus fu un eminente ufficiale, probabilmente un legatus sotto Cesare in Gallia, e, sembra, anche durante la Guerra civile. Egli si ritenne tuttavia mortalmente offeso dalla decisione di Cesare di non concedergli una provincia dopo la sua Pretura nel 45 a.C., ma solo una somma di denaro in cambio dei servigi resi, e così si unì alla congiura ordita contro di lui. »
Nell'assassinio infierì con particolare violenza tanto da ferire Rubrio, uno degli altri congiurati. Dopo le Idi di marzo fu proprio Basilo il destinatario della prima, concitata lettera, che Cicerone scrisse per congratularsi dopo aver avuto notizia dell'assassinio di Cesare:
(Cicerone, Ad Familiares, vi, 15)
La data della missiva non è conosciuta ma viene solitamente ritenuta vicinissima o coincidente alla congiura. L'espressione « quid agas quidque agatur » la indicherebbe come scritta prima che Cicerone si recasse al Campidoglio, dove i cospiratori avevano trovato rifugio dopo l'assassinio, asserragliati nel tempio capitolino e protetti dai gladiatori di Bruto. Nulla si sa dei rapporti che intercorrevano tra i due.
L'anno successivo fu assassinato da un suo schiavo, quale vendetta di una barbara mutilazione punitiva inflitta ad uno di loro.

## Omonimie
William Smith, nel suo Dictionary of Greek and Roman Biography and Mythology, afferma trattarsi di quel Marco Satrio che, dopo l'adozione, prese il nome dallo zio materno Lucio Minucio Basilo, patrono del Piceno e della Sabina.
La fonte precedentemente citata afferma al contrario che: 
« Dovrebbe essere probabilmente persona distinta dal L. Minucius Basilus, che prese il nome (al posto di M. Satrius) dopo l'adozione da parte di un ricco zio, [e] menzionato per aver assunto con la forza la posizione di patrono su alcune città dell'Italia. »
Dovrebbe comunque trattarsi di persona diversa dall'omonimo personaggio attaccato da Cicerone, nella seconda Filippica (c. 41), quale amico di Antonio.
È stato fatto il suo nome per l'identificazione di una delle figure rappresentate nei Bronzi dorati da Cartoceto di Pergola.